# フェラーリ・225S
フェラーリ・225S（Ferrari 225 S）はフェラーリによって製造されたスポーツカー・レーシングカーである。

## 概要
225Sは212エクスポルトの後継モデルとして開発された。シャーシは212エクスポルトと共通のものを使用し、V型12気筒エンジンはボア（内径）が大きくなったため、排気量が2715.46ccと若干拡大された。
合計で21台が製造され、その全てが右ハンドル仕様であった。0170ETや0190ETなど、212エクスポルトから改造された個体や、s/n 0152ELのように166MMがベースの個体も存在する。225Sはスパイダーが14台、ベルリネッタが6台製造され、どちらもヴィニャーレのジョヴァンニ・ミケロッティによってデザインされた。また、アントニオ・スタニョーリの依頼で製造されたs/n 0176EDは、他の225Sとは異なるボディワークを持ち、小型のヘッドライトやトランク、リアにスペアタイヤを備えている。エウジェニオ・カステロッティがレースに出場したツーリング・バルケッタのs/n 0166EDなどのモデルもある。
2004年のRMサザビーズのオークションで1952年製の225Sのスパイダーモデルが995,500米ドル（約1億4870万円）で落札された。2010年には同じくRMオークションでベルリネッタのs/n 0171ETが644,000ユーロ（約1億190万円）、2011年のGooding & Companyのオークションで”トゥボスコッカ”ベルリネッタ s/n 0168EDが88万米ドル（約1億3150万円）、2012年のオークションで”トゥボスコッカ”スパイダーが250万ユーロ（約3億9540万円）、2013年のRMオークションで”トゥボスコッカ”ベルリネッタ s/n 0168EDが再び120万米ドル（約1億7900万円）で落札された。

## 仕様

### エンジン
225Sに搭載されたコロンボV12エンジンは、212のものをベースに2mmボアアップされ、ボア×ストロークは70.0mm×58.8mm（2.8×2.3インチ）となった。総排気量は2,715.46ccを誇る。また、再設計されたインテークマニホールドによって最高出力が165PSから210PS(154kW; 207hp)/7,200rpmへと向上した。圧縮比は8:5:1である。

### サスペンションとトランスミッション
サスペンションはダブルウィッシュボーンで、フロントが横置きリーフスプリング、油圧式ショックアブソーバによる独立サスペンション。リアがツイン半楕円サスペンション、油圧式ショックアブソーバを備えたライブアクスル。全輪に油圧ドラムブレーキを備えており、トランスミッションは5速ノンシンクロマニュアル。

### シャーシ
225Sは2種類のシャーシがあり、ひとつは断面が楕円の鋼管で作られた管状スペースフレームで、もうひとつは「トゥボスコッカ」と呼ばれる管状のセミモノコックである。いずれも225S以前から採用されていたもので、ホイールベースは2,250mm（88.6インチ）。トゥボスコッカはジルベルト・コロンボのシャーシ専門会社で設計・製造され、イタリア語で管を意味する「Tubo」、車体を意味する「Scocca」に由来する。このシャーシは212インターベルリネッタ s/n 0141ETに採用され、その後212エクスポートおよび225Sのシリーズに採用された。合計で8台（スパイダーが6台、ベルリネッタが2台）の225Sがトゥボスコッカのシャーシを採用した。